# Ebla

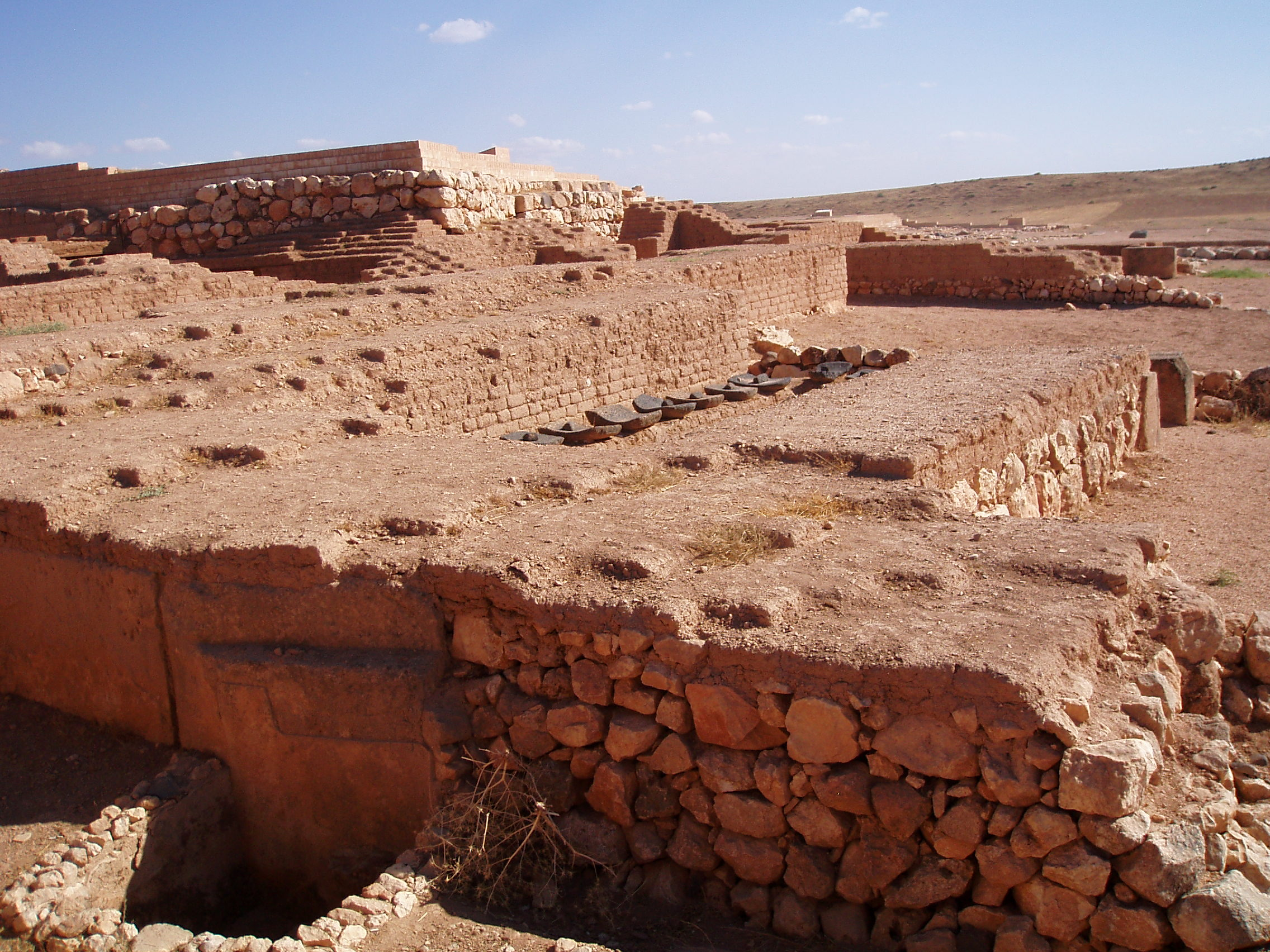
Ebla

Ebla var en stad, en kultur och ett språk under bronsåldern i nuvarande Syrien. Staden upptäcktes 1974. Platsens moderna arabiska namn är Tell Mardikh och den ligger i provinsen Idlib, söder om Aleppo.
Bosättningen vid Tell Mardikh utvecklades under tidig bronsålder till en stad under det tredje årtusendet f.Kr. Den låg på en kalkstensklippa som bildade en naturlig akropol i staden vars yta uppgick till ca 50 ha. Stadens första politiska storhetstid inföll omkring 2400–2250 f.Kr. Sedan erövrades och förstördes Ebla av kung Naram-Sin av Akkad. Eblas andra storhetstid inföll under den mellersta bronsåldern omkring 1850–1600 f.Kr. Därefter återhämtade sig aldrig staden utan blev en obetydlig ort som behärskades av olika riken i den Främre Orienten.
Ruinerna i Ebla grävdes ut 1975. Ebla har visat sig vara en östsemitisktalande stadsstat som grundades omkring 3000 f.Kr. Vid sin höjdpunkt, från omkring 2500 till 2400 f.Kr., kan den ha kontrollerat ett rike som nådde norrut till Anatolien, österut till Mesopotamien och i söder till Röda havet. Ebla handlade med de mesopotamiska staterna Sumer, Akkad och Assyrien, liksom med folk i nordöst. Gåvor från faraoner, som hittades under utgrävningen, bekräftar Eblas kontakt med Egypten.. Forskare tror att språket i Ebla var nära besläktat med det östsemitiska akkadiska språket i Mesopotamien  och att språket i Ebla kan vara ett av världens äldsta kända skriftliga språk. Ebla var förmodligen erövrat av Sargon av Akkad omkring 2330 f.Kr. Staden hade återuppstått, som en del av nationen av de nordöstliga semitisktalande amoréerna, några få århundraden senare, och blomstrade genom de tidiga andra millenniet f.Kr., ända tills Ebla blev erövrat av de indoeuropeiska hettiterna .

## Arkeologiska upptäckter
Bosättningen vid Tell Mardikh utvecklades under tidig bronsålder till en stad under det tredje årtusendet f.Kr. Den låg på en kalkstensklippa som bildade en naturlig akropol i staden vars yta uppgick till ca 50 ha. Stadens första politiska storhetstid inföll omkring 2400-2250 f.Kr. Sedan erövrades och förstördes Ebla av kung Naram-Sin av Akkad. Eblas andra storhetstid inföll under den mellersta bronsåldern omkring 1850-1600 f.Kr. Därefter återhämtade sig aldrig staden utan blev en obetydlig ort som behärskades av olika riken i den Främre Orienten.
1964 påbörjades utgrävningar i Tell Mardikh ledda av den italienske arkeologen Paolo Matthiae från universitetet La Sapienza i Rom. Utgrävningarna pågick i årtionden och de viktigaste fynden var de 20 000 lertavlor med kilskrift som låg begravda i den forntida staden. De var skrivna på sumeriska och ett semitiskt språk som tidigare varit okänt och kallas för eblaitiska. Arkeologerna fann även statyer och andra konstföremål i stadens palats. Flera av dessa hade tillverkats i den forntida Egypten och var gåvor från faraonerna Khafra och Pepi I.
Upptäckten av den dittills okända staden förändrade bilden av Syrien under den tidiga bronsåldern. Man ansåg innan att det inte funnits välorganiserade stadsstater med skriftspråk i Syrien så långt tillbaka i historien. Därför saknas referenser till kulturen i Ebla i litteratur skriven före 1970.

## Stadens historia

### Första kungadömet (3000–2200 f.Kr).
Ebla grundades runt 3000 f.Kr. och dess namn tros betyda "Vitsten" sannolikt efter den kalkstensklippa staden låg på. På 2600-talet verkar stadens kungliga palats ha byggts och på 2500-talet f.Kr. inleddes ett krig mot stadsstaten Mari som varade i över 100 år. På det tidiga 2400-talet f.Kr. hade Mari under kung Saʿumu erövrat en stor del av Eblas territorier. Ebla lyckades återhämta sig från sina förluster och i mitten av 2400-talet f.Kr. lyckades de under kung Kun-Damu återerövra sina förlorade områden och trycka tillbaka Mari. Cirka 2380 slog Mari tillbaka mot Ebla under kung  Iblul-Il som åter erövrade stora delar av Eblas territorier. Vid 2360 f.Kr. var Ebla tvunget att betala tribut till de mariska härskarna.
Runt 2340 f.Kr. var Irkab-Damu kung av Ebla. Under hans styre återhämtade sig Ebla snabbt och en motoffensiv mot Mari inleddes. Ebla återerövrade sina tidigare förlorade områden och slutade betala tribut till Mari. Ett freds- och handelsavtal slöts även med Maris tidigare allierade Abarsal. Under Kung Irkab-Damu kom Ebla att nå sitt zenit. De kontrollerade ungefär hälften av dagens Syrien. Från Ursa'um i norr till dagens Damaskus i söder och från kustbergen vid medelhavet i väst till Haddu i öst. Eblas territorier styrdes till stor del av kungen i Ebla men riket innehöll även cirka 60 vasallkungadömen och underkuvade stadsstater.
Kriget mot Mari fortsatte under kung Isar-Damu som efterträdde Irkab-damu. Mari hade återhämtat sig från sina tidigare nederlag och de invaderade Eblas allierade Nagar. Genom att inta södra Nagar lyckades Mari skära av Eblas handelsförbindelser med Mesopotamien. Invasionen av Nagar skedde under en tidpunkt då Ebla var upptagen med att slå ned flera upproriska vasallkungar i sitt eget rike och de var även indragna i en kampanj mot nomadstammar i södra delen av landet kring Qatna. För att en gång för alla få slut på det ständigt återkommande hotet från Mari allierade sig Ebla och Nagar med Kish i Sumer. De tre arméerna samlades och vid ett slag vid Terqa lyckades koalitionen besegra den mariska armén. Efter det krossade koalitionen Eblas vasallkungadöme Armi som ständigt gjort uppror mot Eblas styre. I Armi tillsattes Enzi-Malik som guvernör av staden. Han var son till vesir Ibbi-Sipish som var den befälhavare som lett koalitionen i slaget vid Terqa.
Några år efter Terqa avled kung Isar-Damu och Eblariket kollapsade. Staden verkar ha förstörts och det finns flera teorier om vad som hände.

#### Eblas första fall.
på 2200-talet f.Kr. verkar Staden Ebla ha förstörts och riket verkar ha fallit. Det finns i huvudsak fyra teorier om hur Eblas första kungadöme föll.
Det tidiga fallet-hypotesen: språkforskaren Giovanni Pettinato har lyft fram en teori om att Eblas datering är felaktig och att riket föll redan på 2400 eller 2300-talet f.Kr. Pettinato menar att Ebla i så fall skall ha förstörts av sumerer antingen under Eannatum av Lagash som i texter påstår sig ha tvingat Ebla att betala tribut eller av Lugalzagesi av Umma som i texter påstår sig ha erövrat områden ända till Medelhavet.
Akkadiska hypotesen: Arkeologen Paolo Matthiae och historikern Trevor Bryce menar båda att det var akkaderna som krossade Ebla. Detta skall då ha skett under kung Sargon av Akkad eller hans sonson Naram-Sin. Båda dessa härskare påstås i texter ha förstört en stad vid namn Ibla. Ibla anses av vissa forskare vara staden Ebla. Historikern Alfonso Archi håller med om att Ibla är Ebla men han menar att de akkadiska invasionerna inriktade sig på rikets norra delar snarare än mot staden Ebla i sig. Det var 90 år mellan de två akkadiska invasionerna och målet verkar ha varit de skogrika områdena vid Amanusbergen. Akkaderna verkar inte ha stridit mot eblaiter vid sin egen gräns så kampanjerna var nog snarare räder. Slutligen menar Archi att Ebla troligtvis redan fallit vid tidpunkten för Sargons invasion då staten Armi verkar vara självständig igen.
Maris hämnd-hypotesen: Archi ger tillsammans med historikerna Maria Biga samt Mario Liverani en annan hypotes som syftar till att Ebla förstördes cirka 3-4 år efter slaget vid Terqa och att det skall ha varit staten Mari som slutligen lyckades besegra sin arvfiende. Mari verkar ha överlevt Eblas fall med några år innan de själva krossades och Archi menar att det var den maritiska kungen Isqi-Mari som slutligen intog staden. Detta skall då ha skett innan han själv besteg tronen i Mari.
Naturkatastrof-hypotesen: Arkeologen Michael Astour menar att staden Ebla inte förgjordes av invaderande arméer utan att det snarare var en naturkatastrof som orsakade en brand i staden vilket sedan resulterade i rikets upplösning. Astour menar att det Ibla som Sargon och Naram-sin talar om inte är Ebla utan snarare staden Ib-la i nuvarande Irak. Som stöd för sin teori pekar Astour på att det under utgrävningar endast verkar vara området kring det kungliga palatset som brandhärjats. Han menar även att inga tecken på att Ebla utsatts för plundring under perioden har hittats.

### Andra kungadömet (2200–1900 f.Kr.)
Andra kungadömet räknas som tiden mellan Eblas första fall 2200 f.Kr. till dess andra fall som skedde mellan 2050 och 1950 f.Kr. 
på slutet av 2200-talet f.Kr. verkar en ny dynasti ha tagit makten i Ebla. Ett nytt palats byggdes i stadens centrum och staden i sig restaurerades. Arkitekturen verkar ha varit densamma som under första kungadömet och de platser som använts för religiösa riter verkar ha fortsatt att tjäna samma funktion under andra kungadömet. Namnet på de nya härskarna är inte känt och endast en skrift från andra kungadömet har hittats. Denna är från tiden strax innan rikets fall. Ebla omnämns dock under perioden i utomstående källor. Till exempel skall kung Gudea av Lagash ha bett Ebla om att få trä från området kring Urshu och under kung Amar-sins (kung av Ur) sjunde år på tronen (ca 2040 f.Kr.) nämns en budbärare från kungen (ensin) av Ebla. Ebla omnämns här som ett vasallkungadöme till tredje Ur-dynastin men det är oklart om detta verkligen var fallet. Ebla verkar ha betalat tribut till Ur men det är möjligt att de endast erkänt Urs herravälde för att få tillgång till handel med riket.
På 2000-talet f.Kr. började Ebla förfalla och till slut verkar staden ha blivit nedbränd. Orsaken till rikets fall är okänt men Astour menar att det kan ha varit resultatet av en hurritisk invasion ledd av stadsstaten Ikinkalis cirka 2030 f.Kr. Eblas fall omnämns i en fragmenterad hurrit-hettisk text som kallas "Befrielsesången" där en eblaitisk delegation under en man vid namn Zazalla hindrar kung Meki från att benåda krigsfångar från Ikinkalis som varit Eblas vasallkungadöme. Detta gör den hurritiska stormguden Teshub vred och han förstör Ebla.

### Tredje kungadömet (1900–1500 f.Kr.)
Efter andra kungadömets förstörelse byggdes Ebla upp från grunden på den gamla stadens ruiner. Ett nytt palats byggdes samt nya tempel och två nya stadsmurar byggdes kring staden. Den förste namngivne kungen är Ibbit-Lim som skall ha härskat under andra halvan av 1900-talet f.Kr. och han namnger sig själv som Mekim (kung) av Ebla. Ibbit-Lim är ett amoritiskt namn och teorin är att Ebla då befolkades av amoriter. Amoriter härskade under perioden i stora delar av Mesopotamien.
På 1700-talet f.Kr. hade Ebla blivit en vasallstat till riket Yamhad som var ett amoritiskt rike med sin huvudstad i vad som idag är Aleppo. Än en gång har inga källor från själva Ebla hittats för perioden men de omnämns i andra rikens texter. En härskare av Ebla vid namn Immeya verkar mellan 1750 och 1725 f.Kr. fått gåvor från den egyptiske faraon Hotepibre. Under Yarim-Lim III av Yamhads tid (mellersta 1600-talet f.Kr.) verkar Ebla fortfarande ha varit en vasallstat till Yamhad och en eblaitisk prinsessa giftes med prinsen av Alalakh som var ännu en yamhadisk vasallstat. 
Eblas tredje kungadöme nådde sitt slut när staden krossades av hettier under kung Mursili I på 1500-talet f.Kr. Archi menar att det är denna plundring som "Befrielsesången" handlar om och att orsaken till andra kungadömets fall därmed fortfarande är okänd.

### Efter fallet.
Ebla hämtade sig aldrig från sin tredje förstörelse. En liten by byggdes på platsen och stod där mellan 1500 och 1200 f.Kr. I alalakhiska källor omnämns Ebla under perioden fortfarande som en vasallstat. Mellan 1200 och 535 f.Kr. skall Ebla ha varit en lantlig ort som sakta växte och blev en mindre stad. Expansionen skall ha avstannat på 60-talet e.Kr. och på 200-talet började staden avfolkas. Från 600-talet verkar området vara helt övergivet.

## Handel och ekonomi
Ebla var ett betydande handelscentrum med kontakter i hela den Främre Orienten. En av huvudnäringarna var fårskötsel och tillverkning av textilier. Texter från staden avslöjar att stadens invånare ägde sammanlagt 200 000 boskapsdjur. Textilierna var eftertraktade i Sumer och finns omtalade i fynd från staden Kish. En annan viktig handelsvara var timmer från bergen i det närbelägna Libanon. Egyptierna importerade timmer från Libanon och gåvor från faraonerna av det Gamla riket sändes till härskarna i Ebla.